# Yanic Perreault
Yanic Jacques Perreault, född 4 april 1971, är en kanadensisk före detta professionell ishockeyspelare som tillbringade 14 säsonger i den nordamerikanska ishockeyligan National Hockey League (NHL), där han spelade för Toronto Maple Leafs, Los Angeles Kings, Montreal Canadiens, Nashville Predators, Phoenix Coyotes och Chicago Blackhawks. Han producerade 516 poäng (247 mål och 269 assists) samt drog på sig 392 utvisningsminuter på 859 grundspelsmatcher.
Perreault spelade även för St. John's Maple Leafs i American Hockey League (AHL); Phoenix Roadrunners i International Hockey League (IHL) samt Draveurs de Trois-Rivières i Ligue de hockey junior majeur du Québec (LHJMQ).
Han draftades i tredje rundan i 1991 års draft av Toronto Maple Leafs som 47:e spelare totalt.
Perreault var en tekningsspecialist och anses vara en av NHL:s bästa på det genom alla tider. Sedan 2013 är han anställd av Blackhawks som utvecklingstränare för forwards och där hans arbetsområde är just tekningar. 2015 utsågs han även till liknande position för Blackhawks primära samarbetspartner Rockford Icehogs i AHL.
Han är far till Gabe Perreault och Jacob Perreault.

## Statistik
| Källa: Utv = Utvisningsminuter | Källa: Utv = Utvisningsminuter                        | Källa: Utv = Utvisningsminuter                        |                                                       | Grundserie                                            | Grundserie                                            | Grundserie                                            | Grundserie                                            | Grundserie                                            |                                                       | Slutspel                                              | Slutspel                                              | Slutspel                                              | Slutspel                                              | Slutspel |
| Säsong                         | Lag                                                   | Liga                                                  | Matcher                                               | Mål                                                   | Assists                                               | Poäng                                                 | Utv                                                   | Matcher                                               | Mål                                                   | Assists                                               | Poäng                                                 | Utv                                                   |                                                       |          |
| ------------------------------ | ----------------------------------------------------- | ----------------------------------------------------- | ----------------------------------------------------- | ----------------------------------------------------- | ----------------------------------------------------- | ----------------------------------------------------- | ----------------------------------------------------- | ----------------------------------------------------- | ----------------------------------------------------- | ----------------------------------------------------- | ----------------------------------------------------- | ----------------------------------------------------- | ----------------------------------------------------- | -------- |
| 1987–1988                      | Cantonniers de l'Est                                  | LHMAAAQ                                               | 42                                                    | 70                                                    | 57                                                    | 127                                                   | 14                                                    | 8                                                     | 12                                                    | 10                                                    | 22                                                    | 6                                                     |                                                       |          |
| 1988–1989                      | Draveurs de Trois-Rivières                            | LHJMQ                                                 | 70                                                    | 53                                                    | 55                                                    | 108                                                   | 48                                                    | 4                                                     | 0                                                     | 0                                                     | 0                                                     | 7                                                     |                                                       |          |
| 1989–1990                      | Draveurs de Trois-Rivières                            | LHJMQ                                                 | 63                                                    | 51                                                    | 63                                                    | 114                                                   | 75                                                    | 7                                                     | 6                                                     | 5                                                     | 11                                                    | 19                                                    |                                                       |          |
| 1990–1991                      | Draveurs de Trois-Rivières                            | LHJMQ                                                 | 67                                                    | 87                                                    | 98                                                    | 185                                                   | 103                                                   | 6                                                     | 4                                                     | 7                                                     | 11                                                    | 6                                                     |                                                       |          |
| 1991–1992                      | St. John's Maple Leafs                                | AHL                                                   | 62                                                    | 38                                                    | 38                                                    | 76                                                    | 19                                                    | 16                                                    | 7                                                     | 8                                                     | 15                                                    | 4                                                     |                                                       |          |
| 1992–1993                      | St. John's Maple Leafs                                | AHL                                                   | 79                                                    | 49                                                    | 46                                                    | 95                                                    | 56                                                    | 9                                                     | 4                                                     | 5                                                     | 9                                                     | 2                                                     |                                                       |          |
| 1993–1994                      | Toronto Maple Leafs                                   | NHL                                                   | 13                                                    | 3                                                     | 3                                                     | 6                                                     | 0                                                     | —                                                     | —                                                     | —                                                     | —                                                     | —                                                     |                                                       |          |
|                                | St. John's Maple Leafs                                | AHL                                                   | 62                                                    | 45                                                    | 60                                                    | 105                                                   | 38                                                    | 11                                                    | 12                                                    | 6                                                     | 18                                                    | 14                                                    |                                                       |          |
| 1994–1995                      | Los Angeles Kings                                     | NHL                                                   | 26                                                    | 2                                                     | 5                                                     | 7                                                     | 20                                                    | —                                                     | —                                                     | —                                                     | —                                                     | —                                                     |                                                       |          |
|                                | Phoenix Roadrunners                                   | IHL                                                   | 68                                                    | 51                                                    | 48                                                    | 99                                                    | 52                                                    | —                                                     | —                                                     | —                                                     | —                                                     | —                                                     |                                                       |          |
| 1995–1996                      | Los Angeles Kings                                     | NHL                                                   | 78                                                    | 25                                                    | 24                                                    | 49                                                    | 16                                                    | —                                                     | —                                                     | —                                                     | —                                                     | —                                                     |                                                       |          |
| 1996–1997                      | Los Angeles Kings                                     | NHL                                                   | 41                                                    | 11                                                    | 14                                                    | 25                                                    | 20                                                    | —                                                     | —                                                     | —                                                     | —                                                     | —                                                     |                                                       |          |
| 1997–1998                      | Los Angeles Kings                                     | NHL                                                   | 79                                                    | 28                                                    | 20                                                    | 48                                                    | 32                                                    | 4                                                     | 1                                                     | 2                                                     | 3                                                     | 6                                                     |                                                       |          |
| 1998–1999                      | Los Angeles Kings                                     | NHL                                                   | 64                                                    | 10                                                    | 17                                                    | 27                                                    | 30                                                    | —                                                     | —                                                     | —                                                     | —                                                     | —                                                     |                                                       |          |
|                                | Toronto Maple Leafs                                   | NHL                                                   | 12                                                    | 7                                                     | 8                                                     | 15                                                    | 12                                                    | 17                                                    | 3                                                     | 6                                                     | 9                                                     | 6                                                     |                                                       |          |
| 1999–2000                      | Toronto Maple Leafs                                   | NHL                                                   | 58                                                    | 18                                                    | 27                                                    | 45                                                    | 22                                                    | 1                                                     | 0                                                     | 1                                                     | 1                                                     | 0                                                     |                                                       |          |
| 2000–2001                      | Toronto Maple Leafs                                   | NHL                                                   | 76                                                    | 24                                                    | 28                                                    | 52                                                    | 52                                                    | 11                                                    | 2                                                     | 3                                                     | 5                                                     | 4                                                     |                                                       |          |
| 2001–2002                      | Montreal Canadiens                                    | NHL                                                   | 82                                                    | 27                                                    | 29                                                    | 56                                                    | 40                                                    | 11                                                    | 3                                                     | 5                                                     | 8                                                     | 0                                                     |                                                       |          |
| 2002–2003                      | Montreal Canadiens                                    | NHL                                                   | 73                                                    | 24                                                    | 22                                                    | 46                                                    | 30                                                    | —                                                     | —                                                     | —                                                     | —                                                     | —                                                     |                                                       |          |
| 2003–2004                      | Montreal Canadiens                                    | NHL                                                   | 69                                                    | 16                                                    | 15                                                    | 31                                                    | 40                                                    | 9                                                     | 2                                                     | 2                                                     | 4                                                     | 0                                                     |                                                       |          |
| 2004–2005                      | Spelade ej på grund av konflikt mellan NHL och NHLPA. | Spelade ej på grund av konflikt mellan NHL och NHLPA. | Spelade ej på grund av konflikt mellan NHL och NHLPA. | Spelade ej på grund av konflikt mellan NHL och NHLPA. | Spelade ej på grund av konflikt mellan NHL och NHLPA. | Spelade ej på grund av konflikt mellan NHL och NHLPA. | Spelade ej på grund av konflikt mellan NHL och NHLPA. | Spelade ej på grund av konflikt mellan NHL och NHLPA. | Spelade ej på grund av konflikt mellan NHL och NHLPA. | Spelade ej på grund av konflikt mellan NHL och NHLPA. | Spelade ej på grund av konflikt mellan NHL och NHLPA. | Spelade ej på grund av konflikt mellan NHL och NHLPA. | Spelade ej på grund av konflikt mellan NHL och NHLPA. |          |
| 2005–2006                      | Nashville Predators                                   | NHL                                                   | 69                                                    | 22                                                    | 35                                                    | 57                                                    | 30                                                    | 1                                                     | 0                                                     | 0                                                     | 0                                                     | 2                                                     |                                                       |          |
| 2006–2007                      | Phoenix Coyotes                                       | NHL                                                   | 49                                                    | 19                                                    | 14                                                    | 33                                                    | 20                                                    | —                                                     | —                                                     | —                                                     | —                                                     | —                                                     |                                                       |          |
|                                | Toronto Maple Leafs                                   | NHL                                                   | 17                                                    | 2                                                     | 3                                                     | 5                                                     | 4                                                     | —                                                     | —                                                     | —                                                     | —                                                     | —                                                     |                                                       |          |
| 2007–2008                      | Chicago Blackhawks                                    | NHL                                                   | 53                                                    | 9                                                     | 5                                                     | 14                                                    | 24                                                    | —                                                     | —                                                     | —                                                     | —                                                     | —                                                     |                                                       |          |
| NHL totalt                     | NHL totalt                                            | NHL totalt                                            | 859                                                   | 247                                                   | 269                                                   | 516                                                   | 392                                                   | 54                                                    | 11                                                    | 19                                                    | 30                                                    | 18                                                    |                                                       |          |
| AHL totalt                     | AHL totalt                                            | AHL totalt                                            | 203                                                   | 132                                                   | 144                                                   | 276                                                   | 113                                                   | 36                                                    | 23                                                    | 19                                                    | 42                                                    | 20                                                    |                                                       |          |
| IHL totalt                     | IHL totalt                                            | IHL totalt                                            | 68                                                    | 51                                                    | 48                                                    | 99                                                    | 52                                                    | —                                                     | —                                                     | —                                                     | —                                                     | —                                                     |                                                       |          |
| LHJMQ totalt                   | LHJMQ totalt                                          | LHJMQ totalt                                          | 200                                                   | 191                                                   | 216                                                   | 407                                                   | 226                                                   | 17                                                    | 10                                                    | 12                                                    | 22                                                    | 32                                                    |                                                       |          |

### Internationellt
| Källa: Utv = Utvisningsminuter | Källa: Utv = Utvisningsminuter | Källa: Utv = Utvisningsminuter |         |     |         |       |     |  |
| År                             | Lag                            | Mästerskap                     | Matcher | Mål | Assists | Poäng | Utv |  |
| ------------------------------ | ------------------------------ | ------------------------------ | ------- | --- | ------- | ----- | --- |  |
| 1996                           | Kanada                         | VM                             | 8       | 6   | 3       | 9     | 0   |  |
| Senior totalt                  | Senior totalt                  | Senior totalt                  | 8       | 6   | 3       | 9     | 0   |  |